# Yeniköynazımbey, Ceyhan
Yeniköynazımbey là một xã thuộc huyện Ceyhan, tỉnh Adana, Thổ Nhĩ Kỳ. Dân số thời điểm năm 2009 là 254 người.